# Журавлине (селище)

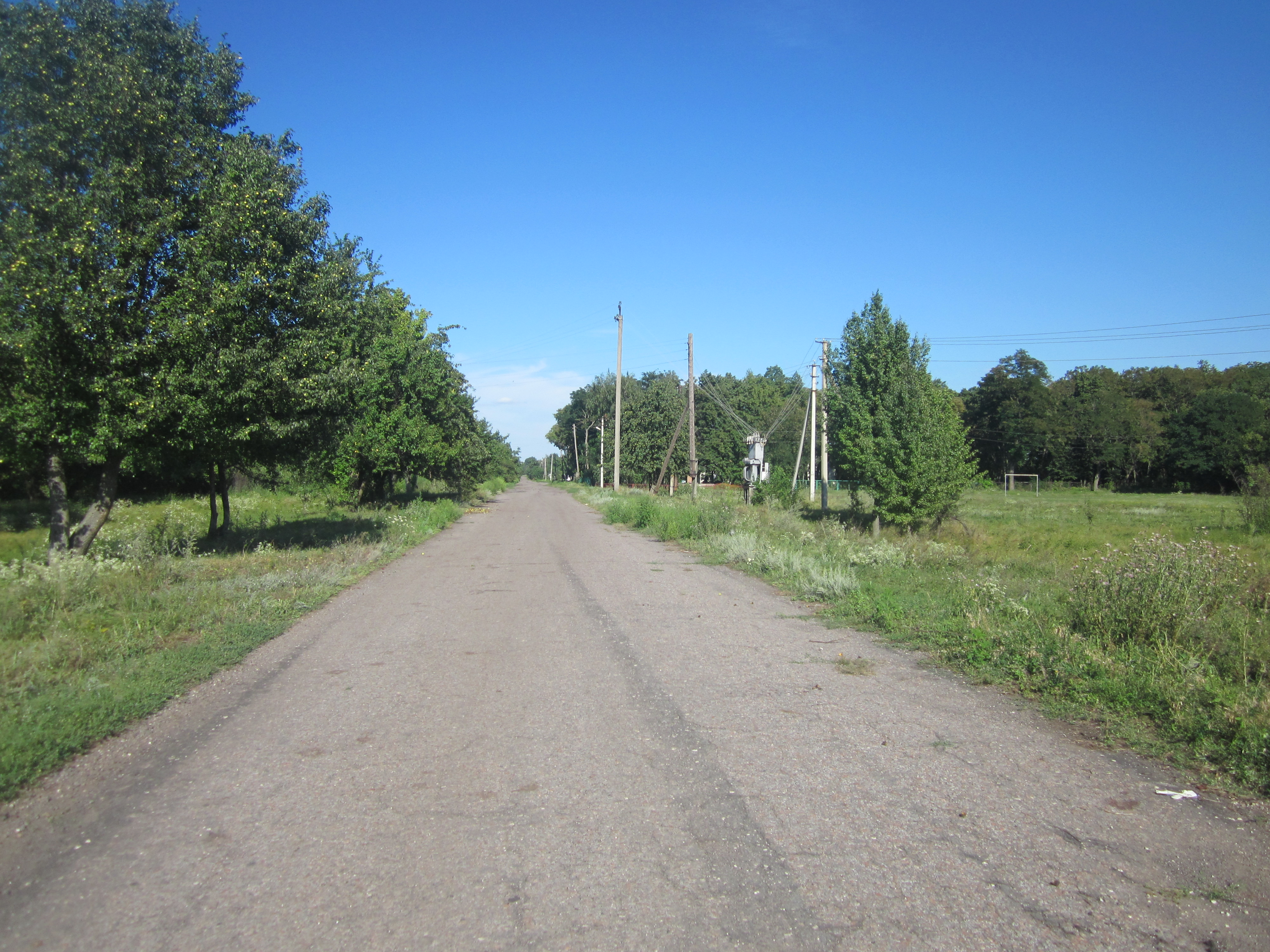
В'їзд у село

Журавлине (до 2016 — Жовтневий Промінь) — селище в Україні, у Золотоніському районі Черкаської області. Входить до складу Іркліївської сільської громади. У селі мешкає 95 осіб. Засноване на зорі становлення молодого СРСР, передова комуна (пізніше колгосп) області в 30-60 років. 
В наш час як і більшість сіл України переживає період застою. Але не зважаючи на це, село живе своїм життям.

## Історія села

### Село у 1925-1935 роках
У 1925 році жителі с. Мельники Журавель О.Л.,Безпалий В.Г., брати Фесенки Іван, Григорій та Петро,брати Михно Петро, Григорій, Семен,Бут М.П.,Кутняк І.І. організували на базі сільськогосподарського кредитного товариства сільськогосподарську артіль «Спільна праця». 15 жовтня 1925 року Іркліївський райземвідділ затвердив статут артілі, а мельниківська земгромада дала згоду на виділення 30 десятин землі під Малими Канівцями. У листопаді цього ж року було виорано цю землю на зяб і збудовано землянку.
У 1926 році побудовано перші житлові будинки на дві і шість сімей.
У 1928 році відбулося злиття
двох Мельниківських сільгосп-
артілей – Жовтневий Промінь та
Червоне Підгір'я. До Жовтнево-Промінської артілі прийшли сім'ї: Карабина Федосія та Махтея, Федоровського Олександра, Лося Харитона, Дриги Корнія.
Головою був обраний Журавель Омелько Левкович 
У 1929 році сільгоспартіль переходить на статут комуни. У комуні на цей час налічувалось 100 га орної землі, 60 га засівалося овсом і ячменем,інша площа –жито, пшениця, просо, гречка, кукурудза. Заклали сад на 1000 саджанців, спорудили корівник, конюшню, придбали 5 свиноматок. На полі працювало 2 трактори,село було радіофіковане, працював двигун, що подавав світло у кожну оселю і господарські приміщення.
У 1930 році комуна була нагороджена третьою премією Шевченківського окрвиконкому у розмірі 300 крб.
З 1931 року Жовтневий Промінь переходить з Мельниківської до Малоканівецької сільських рад у зв'язку з ліквідацією Іркліївського району.У сім'ю комунарів вливаються малоканівчани Олійники, Милашенки, Романенки, Дудники.
З Крутьок переїжджають сім'ї Дузя Тихона та Петра, Петренка Ілька, Щепака Петра.

#### Голодні 1932 - 1933 роки
Ні один член комуни не помер від голоду. 4 дітей - сиріт взяли із дитячого будинку. Варила їсти та доглядала їх Журавель Харитина, пекла хліб Григораш Устина.
Багато жителів із навколишніх сіл врятувалося тут від голоду. А комуна допомагала Мельниківським колгоспам виконати план хлібоздачі.

 
Згадує Ганна Пилипівна Романенко(1925 р.н.) жительки с. Малі Канівці:
«Народилася я в багатодітній сім'ї. Батько працював у комуні, а мати доглядала дітей, нас було десятеро. З раннього дитинства ми були привчені до праці. Ми з сестрою марією пасли корів у Жовтневому Промені. У 1932 році, щоб якось вижити, також пішли працювати. В комунарській столові нам давали їсти, а люди,яким ми допомагали по господарству,давали оладки, пиріжки,вареники,іноді кусок хліба,які ми старалися принести додому молодшим братикам і сестричкам. Так і пережили, дякуючи комуні ми ті страшні роки.А вже в 1934 році зароблене батьком привезли до двору на двох підводах, над якими було прикріплений плакат «Романенкові трудодні». На підводах поруч із зерном була картопля та інші овочі.»
Комуні велику допомогу надавав голова Іркліївського райземвідділу Середа Григорій Іванович.

#### Комунарський велопробіг
Комунарський велопробіг "Жовтневий Промінь – Київ -210"

Комунарський велопробіг 1934"Жовтневий Промінь – Київ -210"

Ця подія відбулася у серпні 1934 року. Справилися комунари із  збиранням ранніх зернових, виконали план хлібоздачі державі.У цей час вийшла постанова уряду про скасування ТОЗІв,комун,артілей і перехід усіх таких об'єднань на колгоспи. Починалася загальна примусова колективізація.
Комунари звикли працювати і жити спільно, тому вирішили їхати у Київ, який тоді був і обласним центром і столицею.

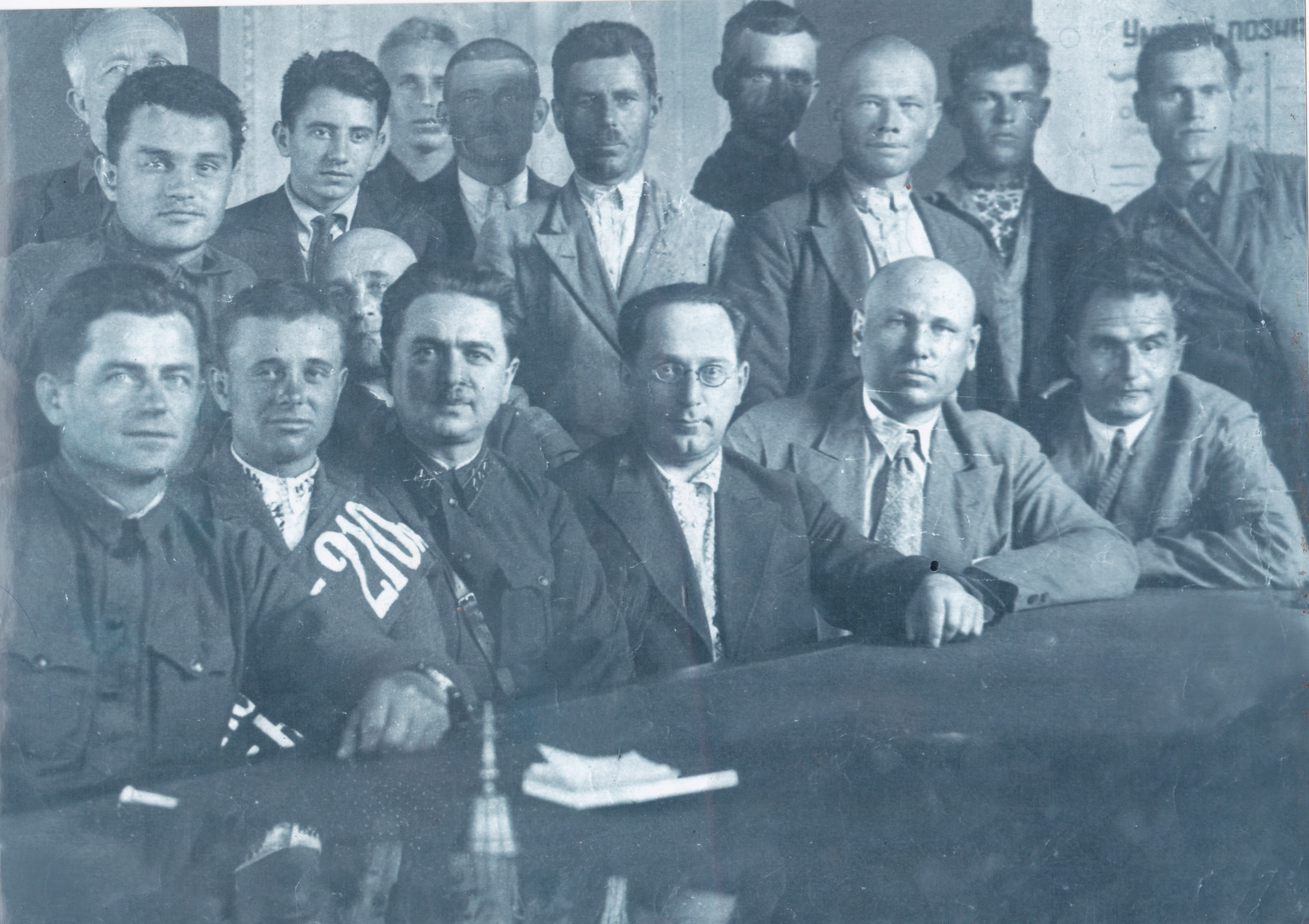
Комунари на прийомі у працівників обкому партії

Вони везли рапорт про свої досягнення,а також прохання залишити їхню комуну.
Вирішили їхати велосипедами. Це був найпоширеніший вид транспорту.
На 1934 рік у комуні налічувалось 165 родин. Вони обробляли 512 га орної землі навколо села, 11 га огодних берегів та очеретяного болота у Малих Канівцях, 49 га заливних лугів біля Дніпра.
У селі було два вітряки, олійниця, лазня,пекарня, електростанція,кіноустановка,бібліотека,клуб – їдальня, де безкоштовно харчувалися комунарські сім ї,на полях працювали два трактори «Фордзон», три жатки - снопов'язки, півторатонний автомобіль.З екзотики були павичі та ослик, а у клубі стояло піаніно.

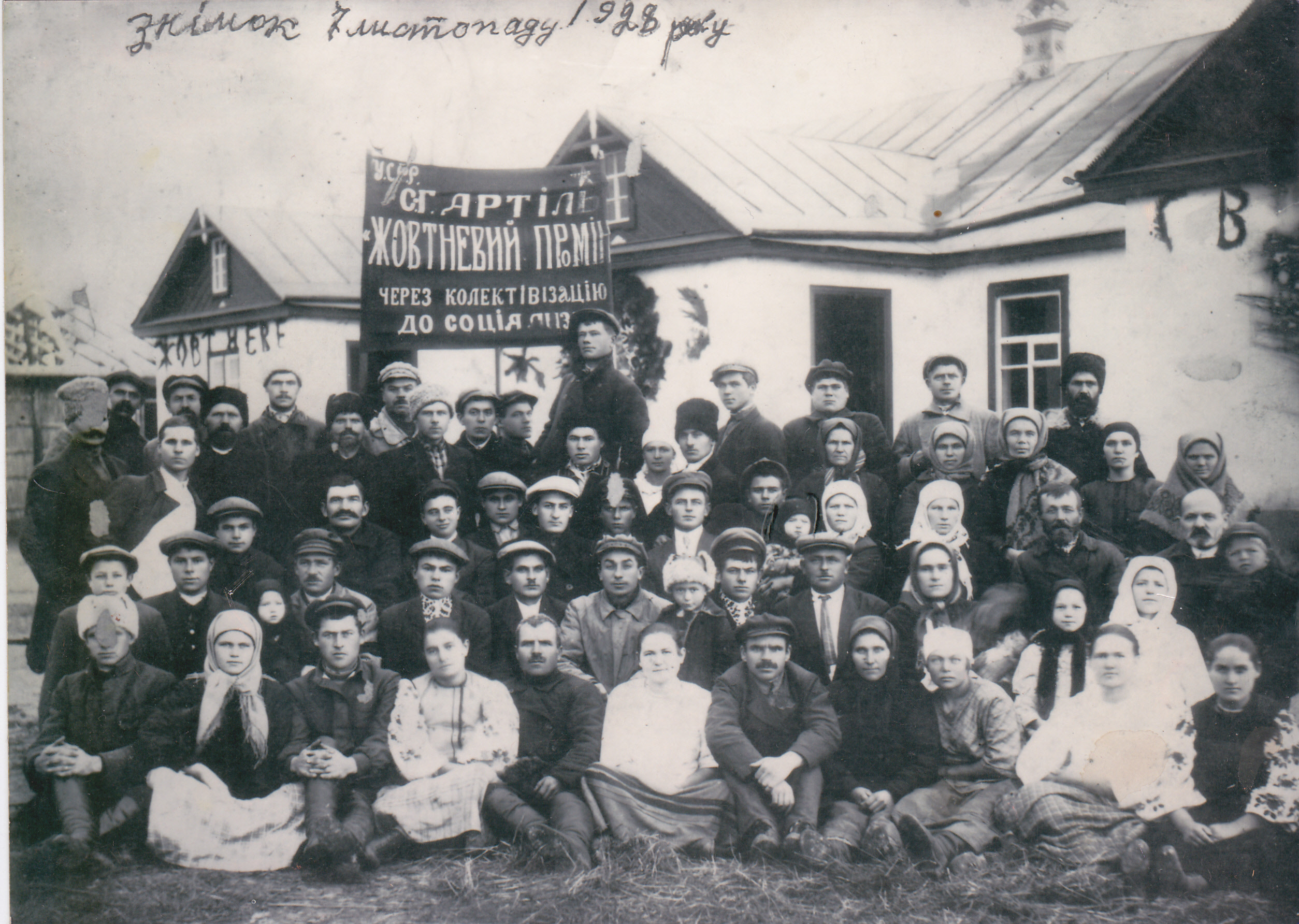
Комунари артілі 1928 рік

### Село у 1935 – 1941 роках
Про колгосп «Жовтневий Промінь» лунала слава на всю Київську область.
(З 1932 по 22.09. 1937 Чорнобавщина в складі Київської області,утвореної 9.02.1932 року).
Олександр Журавель (Санько) був учасником наради передовиків виробництва у Москві і був нагороджений орденом «Знак пошани».
Голова колгоспу Журавель Омелько був делегатом УІІІ Пленуму Київського Облвиконкому.
У своєму виступі він розповів про наше село, яке було радіофіковане, електрифіковане, а колгоспники вирощували найвищі врожаї у районі.Про це писала районна газета «Комуна» від 22 квітня 1936 року.
У цій же газеті від 21 січня 1939 року розповідалося про кращих колгоспників :
Їздових – Яременко Антона, Журавля Василя, Бута Пилипа, Скрипку Василя.
Членів рільничих ланок – Дудуру Пріську, Яременко Параску,Яременко
Марію.
З 1937 по 1938 рік головою колгоспу працював Ганнено Василь Миколайович, який до цього був заступником голови колгоспу Журавля Омелька Леотійовича.
З 1938 по 1939 року головою колгоспу був обраний Безпалий Василь Григорович.
Він був автором багатьох публікацій у районній газеті. У статті «Від щирого серця» (1937 р.),у якій розповідає, про те, як відгукнулися жителі села на звернення партії і уряду про надання матеріальної допомоги на зміцнення оборони країни. На мітингу за пропозицією Михайла Дем'яненка, який сам вніс 50 крб. у фонд оборони країни,найстаріші колгоспники Щепак Сергій та Кость Середа підтримали цю пропозицію. Того ж дня було внесено 2520 крб. готівки та підписалися у внесення місячної зарплати у цей фонд.
Право на участь у ВДНГ здобув ланковий по вирощуванню зернових культур Пилип Чуприна.У газеті «Комунар» 21 липня 1940 р. повідомлялося про передових ланкових –Дузь Варвару,Григораш Ганну, Хоменко Параску.
А також про жниварів –жаткарів – Петренко Миколу,Терешка Олійника, Михайла Яременка, Григорія Щепака та їх бригадира – Середу Григорія

### Період війни та по воєнний період
19 вересня 1941 року село було окуповане гітлерівцями. Для ведення підпільної роботи було створено в селі Малі Канівці групу, до якої увійшли Яременко Василь Наумович, Савченко Іван Андрійович,  Журавель Омелько Левкович, Ганненко Василь Миколайович та Яковенко Микола Радіонович. Ця група підпорядковувалась партизанському загону  під керівництвом  Д.С.Комашка, комісара М.Т. Славського.  У квітні 1942 року  партизанський загін було розгромлено. А актив  заарештовано і закатовано у м. Золотоноші.
Село було відвойоване військами 373–ї орденів Суворова і Кутузова стрілецької дивізії Степового (з 20 жовтня - Другого Українського) фронту 23 вересня 1943 року.
У роки війни постраждали 68 сімей. Господарство втратило 51 коня,23 робочі воли,28 корів,28 голів молодняка ВРХ,52 голови свиней,в тому числі 16 свиноматок,43 голови овець,200 курей,121 бджолосім'ю.
Були спалені конюшня, свинарня,бджільник,2 зерносховища,3 комори під залізним дахом,вівчарня,контора,розтрощено 7 сівалок,віялка,трієр,корморізка,соломорізка,15 возів парокінних,6 саней,різне спорядження та інвентар. Спалені скирти соломи,зерно, що було в клуні,і зерно, що було в копах. В цілому збитки складали 3513530 крб. (За матеріалами ЧОДА, складені головою колгоспу Мелашенком Матвієм у грудні 1943 року)
У 1949 році у селі проживало 215 осіб. Працездатних -98, непрацездатних -42, дітей 12 – 14 років -20. Всього дворів -78. Закріплено землі -652 га. Робочих коней -25, волів -24.

### У 1950 роках
В зв'язку з будівництвом Кременчуцького водоймища села Дубинка та Червоне переселені. Одним із таких переселених сіл стало селище Жовтневий Промінь (постановою Верховної Ради України від 12.05.2016р перейменоване на Журавлине), яке з 1960 року входить до складу Крутьківської сільської ради.

## Відомі мешканці
- Василь Григорович Безпалий (1901–1983) — жив, працював і творив автор роману «Гомін степів» (народився в с. Мельники).